# Andersonville (Ohio)
Andersonville – jednostka osadnicza w Stanach Zjednoczonych, w stanie Ohio, w hrabstwie Ross.